# Athlétisme aux Jeux africains
Les compétitions d'athlétisme aux Jeux africains sont disputées depuis la première édition en 1965.

## Éditions
| Édition | Année | Ville        | Épreuves | Épreuves | Épreuves |
| Édition | Année | Ville        | Hommes   | Femmes   | Mixte    |
| ------- | ----- | ------------ | -------- | -------- | -------- |
| I       | 1965  | Brazzaville  | 18       | 6        | -        |
| II      | 1973  | Lagos        | 21       | 13       | -        |
| III     | 1978  | Alger        | 23       | 14       | -        |
| IV      | 1987  | Nairobi      | 23       | 18       | -        |
| V       | 1991  | Le Caire     | 23       | 18       | -        |
| VI      | 1995  | Harare       | 23       | 20       | -        |
| VII     | 1999  | Johannesburg | 23       | 22       | -        |
| VIII    | 2003  | Abuja        | 23       | 22       | -        |
| IX      | 2007  | Alger        | 23       | 23       | -        |
| X       | 2011  | Maputo       | 23       | 23       | -        |
| XI      | 2015  | Brazzaville  | 23       | 23       | -        |
| XII     | 2019  | Rabat        | 23       | 23       | -        |
| XIII    | 2023  | Accra        | 23       | 23       | 1        |

## Tableau des médailles en 2015
| Rang | Nation         | Or  | Argent | Bronze | Total |
| ---- | -------------- | --- | ------ | ------ | ----- |
| 1    | Nigeria        | 110 | 88     | 59     | 257   |
| 2    | Kenya          | 69  | 77     | 67     | 213   |
| 3    | Afrique du Sud | 35  | 43     | 34     | 112   |
| 4    | Éthiopie       | 31  | 33     | 38     | 102   |
| 5    | Ghana          | 24  | 27     | 26     | 77    |
| 6    | Algérie        | 20  | 28     | 29     | 77    |
| 7    | Égypte         | 18  | 17     | 14     | 49    |
| 8    | Tunisie        | 17  | 14     | 7      | 38    |
| 9    | Sénégal        | 13  | 13     | 18     | 44    |
| 10   | Ouganda        | 12  | 10     | 18     | 40    |